# Radovan Voříšek
Radovan Voříšek (* 22. listopadu 1964 Brno) je český básník a psychoterapeut v oblasti prevence a léčby drogových závislostí.

## Život
Narodil se v Brně 22. listopadu 1964, kde po maturitě absolvoval studium na Vysokém učení technickém v oboru Strojírenská technologie na Fakultě strojní, pedagogiku odborných předmětů na Fakultě stavební a nakonec speciální pedagogiku – etopedii na Pedagogické fakultě Masarykovy univerzity.
Po ukončení studia doplněného výcvikem v systemické psychoterapii pracoval ve Strojírenském zkušebním ústavu, poté jako učitel na středních školách pro tělesně postižené a od roku 1994 jako psychoterapeut a lektor prevence na poli drogových závislostí v organizaci Podané ruce. Za svou práci v sociálních službách obdržel cenu Homo Auxiliaris.
V rámci psychoterapeutické odbornosti se rovněž podílel na projektu služby pro drogově závislé Breaking the Circle v Afghánistánu a posléze i na Ukrajině. Od roku 1990 je aktivním členem křesťanské komunity Emmanuel a zároveň působí také jako organizátor a lektor kurzů Alfa. Žije v Brně, je ženatý a má čtyři děti a šest vnoučat.

## Dílo
Odborná pojednání těžící z vlastní psychoterapeutické praxe publikoval jak časopisecky, tak v knižních příručkách jako spoluautor Jaromíra Smejkala a Jindřicha Vobořila (Drogy: rady pro služebníky církve, 1997) či Ivany Bartošíkové (Příručka pro nízkoprahové terapeuty, 1998).
Básnickou prvotinu s titulem Velký vůz vydal v roce 2009. Následující sbírku Ve znamení duhy (2013) uvádí předmluva Marka Orko Váchy nazvaná Šeptání mlh jako metafora Voříškovy poezie odkrývající v básnické zkratce hluboký pohled pod zamlžený, a přece šeptající povrch věcí, vztahů, krajiny a situací. Básně spirituálně reflexivní obsahuje také další sbírka Transsrdeční magistrála (2017), rozčleněná do tematických oddílů partnerské lásky (Jako muže a ženu je stvořil), s přesahem k lásce univerzální, křesťansky zakotvené v tradici našich předků (Postničky; Mám kořeny na dědině), lásky niterně zakoušené i praktikované v pomoci strádajícím (Nedokazatelno; Terapeutické) a lásky každodenní s ambivalencí poeticky hravé radosti i básnicky rozjímané bolesti provázející bytí (závěrečná báseň Noc básníka z oddílu Ze dna pytle).